# 125 av. J.-C.
Pour les articles homonymes, voir 125 (homonymie).
Cette page concerne l'année 125 av. J.-C. du calendrier julien proleptique.

## Événements
- 14 juillet 126 av. J.-C. (1er janvier 629 du calendrier romain) : début à Rome du consulat de Marcus Fulvius Flaccus et Marcus Plautius Hypsaeus[1].
  - Le consul M. Fluvius Flaccus, partisan des Gracques, propose sans succès de donner le droit de cité aux Italiens alliés[2]. Recevant la Gaule transalpine comme province, il manifeste une grande activité, trace des routes, fonde des colonies.
  - Révolte de la ville latine de Frégelles, prise et détruite par le préteur L. Opimus[2].
  - Première intervention des Romains en Gaule transalpine à l’appel de Massalia, attaquée par les Salyens[3].
  - 394 736 citoyens romains[4].
  - Construction de l'aqueduc de l'Aqua Tepula[5].
  - En Sardaigne, le questeur Caius Gracchus reçoit du roi de Numidie Micipsa un grand convoi de blé pour nourrir les troupes. Le Sénat refuse de recevoir les envoyés de Micipsa et prolonge le commandement du proconsul Orestes pour que Gracchus soit éloigné de Rome dans la crainte qu'il soit élu au tribunat pour compléter l’œuvre de son frère. Gracchus retourne à Rome sans permission et parvient à convaincre les censeurs qu'il est rentré de plein droit pour servir la République[2].
- 19 octobre : début de l’ère de Tyr[6].

## Décès en 125av. J.-C.
- Lucius Cornelius Lentulus Lupus, homme d'État romain.